# Tomoe Gozen
Tomoe Gozen (巴 御前) (1157?–1184/1247?) fou una de les poques onna-bugeisha o dones samurai de la història del Japó coneguda per la seva força i valentia va participar en les Guerres Genpei (1180–1185).
S'estima que Tomoe, nom que significa "cercle perfecte", va néixer en el si d'una família de samurais, pel que com era costum entre totes les dones de la família, es va entrenar en l'ús de la naginata per a la protecció de la llar.
La paraula gozen és un títol honorífic que es concedia majoritàriament a les dones, encara que alguns homes també el portaren.

## Història
Segons apareix al Heike monogatari,
| « | Tomoe era especialment formosa, de pell blanca, cabell llarg i belles faccions. També era excel·lent amb l'arc, i amb l'espasa era una guerrera que valia per mil, disposada a enfrontar-se amb un dimoni o un deu, a cavall o a peu. Domava cavalls salvatges amb gran habilitat; cavalcava il·lesa per perillosos vessants. Quan fos que una batalla era imminent, Yoshinaka l'enviava com el seu primer capità, equipada amb una pesada armadura, una enorma espasa i un poderós arc; i ella era més valerosa que qualsevol dels altres guerrers. | » |

Tomoe va lluitar a la Guerres Genpei, un enfrontament que durà cinc anys entre els clans Taira i Minamoto. Després de la derrota del clan Taira a la batalla de Kurikara, Minamoto no Yoshinaka (mestre de Tomoe) va prendre Kyoto. Acusat de conspiració per Minamoto no Yoritomo, fundador del shogunat Kamakura, Minamoto no Yoshinaka fou declarat enemic de l'estat per l'emperador. Segons algunes fonts, Tomoe va morir en la batalla d'Awazu el 1184 juntament amb el seu marit. No obstant, el Heike monogatari assegura que ella fou un dels cinc supervivents que restaren en vida al final de la batalla. Altres fonts diuen que fou derrotada per Wada Yoshimori i es convertí en la seva esposa. De totes maneres els historiadors consideren verdaders els successos que s'expliquen al Heike Monogatari.